# Trzęsiogon grubodzioby
Trzęsiogon grubodzioby (Cinclodes aricomae) – gatunek ptaka z rodziny garncarzowatych (Furnariidae). Endemit południowo-wschodniego Peru i zachodniej Boliwii, krytycznie zagrożony wyginięciem.

## Systematyka
Gatunek monotypowy; dawniej bywał uznawany za podgatunek trzęsiogona krzywodziobego (C. excelsior). Niekiedy umieszczano go w rodzaju Geositta.

## Morfologia
Długość ciała około 20 cm. Wierzch ciała ciemny, czekoladowobrązowy, ciemniejszy na wierzchu głowy. Wąski, płowy pasek brwiowy. Ciemny ogon z jaśniejszymi końcówkami zewnętrznych sterówek. Płowobiałe i lekko nakrapiane gardło i boki szyi. Reszta spodu ciała szaro-brązowa, biało nakrapiana na piersi i po bokach. Ciemne skrzydła z wyraźnie rudymi krawędziami, tworzącymi w locie pas. Duży, ciemny dziób lekko zakrzywiony na końcu. 

## Występowanie i środowisko
Trzęsiogon grubodzioby występuje w Andach – w południowo-wschodnim Peru (regiony Cuzco, Ayacucho, Junín, Apurímac i Puno) oraz na przyległym obszarze w zachodniej Boliwii (departament La Paz). Jest rozmieszczony plamowo.
Gatunek zamieszkuje niewielkie płaty wilgotnych lasów Polylepis oraz zarośla położone głównie na wysokości 3500–4800 m n.p.m., poniżej lodowców; odnotowano go też w zadrzewieniach z roślinami z rodzaju Gynoxys.

## Status
W Czerwonej księdze gatunków zagrożonych IUCN trzęsiogon grubodzioby klasyfikowany jest jako gatunek krytycznie zagrożony (CR, Critically Endangered) nieprzerwanie od 1994 roku. Liczebność populacji szacowana jest na około 50–249 dorosłych osobników. Szacuje się, że populacja systematycznie maleje z powodu zawężania się i zanikania jego naturalnych siedlisk. Według szacunków jego obecny habitat obejmuje tylko około 10% pierwotnego w Boliwii i mniej niż 3% w Peru. Według międzynarodowego planu ochrony gatunku z 2010 roku populacja boliwijska szacowana była na 50–100, a peruwiańska na 181 osobników.